# Thomas Hennen
Thomas Hennen (ur. 4 lipca 1978 w Ottumwa) – amerykański duchowny rzymskokatolicki, biskup Baker (nominat).

## Życiorys
Święcenia kapłańskie przyjął 10 lipca 2004 i został inkardynowany do diecezji Davenport. 
10 lipca 2025 papież Leon XIV mianował go biskupem diecezji Baker.